# Parastypiura maculata
Parastypiura maculata är en stekelart som beskrevs av Wallace A. Steffan 1951. Parastypiura maculata ingår i släktet Parastypiura och familjen bredlårsteklar. Inga underarter finns listade i Catalogue of Life.